# 赤ちゃん返り
赤ちゃん返り(幼児退行、幼児返り、子ども返り)とは、ある程度成長した子どもが乳幼児のような振る舞いをするようになることである。この症状は、少数ではあるが小学生から大人の間でも起こることがある。赤ちゃん返りが起こったときは、周りの大人がその子に対して愛情を注いであげることが大切である。

## 原因

### 幼児期の赤ちゃん返り
弟や妹が生まれたときに起こることが多い。今まで自分が独占していた父親または母親からの愛情を取り戻そうとし、「構ってほしい」や「見てほしい」という気持ちが芽生える。それによって、乳幼児のような振る舞いをするのである。

### 学生の赤ちゃん返り
環境の変化によって起こることが多い。例えば、小学校へ入学するとき、ひどいいじめを受けて不登校になったときなどがある。

### 大人の赤ちゃん返り
摂食障害、うつ、ひきこもりなどから来ることが多い。また、幼少期に受けた虐待やいじめなどの影響でインナーチャイルド(内なるこども)が傷ついたことで起こる場合もある。

## 症状
- 家や外出先でおしっこやうんちを漏らす
- トイレにいきたがらない
- おむつをしたがる
- 哺乳瓶で飲み物を飲みたがる
- おっぱいを触る
- ちんちんやおまたを触る
- 喃語や幼児語で話す
- 癇癪を起こす
- できることができなくなる・頼まれたことと違うことをする
- 言っていることがわからないふりをする
- おしゃぶりをつける
- よだれかけをつける
- 指しゃぶり
- だっこをせがむ
- 夜泣き
- 赤ちゃんの服を着たがる
- 服を着せてもらう

## 対処法
- だっこ・おんぶする
- いっぱい甘えさせてあげる
- ハグする
- 頭を撫でる
- 一緒にお風呂に入る
- 着替えを手伝う
- 膝に乗せて絵本を読む
- 寝かしつけをする
- 褒める
- 感謝の気持ちを伝える
- 大好きという気持ちを伝える
- 2人きりの時間を作る